# Otto Graf Lambsdorff
Otto Graf Lambsdorff, - nome completo: Otto Friedrich Wilhelm Freiherr von der Wenge Graf Lambsdorff - (Aquisgrana, 20 dicembre 1926 – Bonn, 5 dicembre 2009), è stato un politico tedesco, ministro e più volte parlamentare per il Partito Liberale Democratico.

## Biografia
Lambsdorff nacque ad Aquisgrana (Renania) da Herbert Graf Lambsdorff e dalla di lui moglie Eva, nata von Schmidt. La sua formazione si svolse fra Berlino e Brandeburgo sulla Havel, fin quando nel 1944 divenne un allievo ufficiale della Wehrmacht. Nell'aprile del 1945 fu gravemente ferito in un attacco alleato e perse la parte inferiore della gamba sinistra; in seguito fu catturato e rimase un prigioniero di guerra fino al 1946.
Dopo la seconda guerra mondiale ottenne la maturità e frequentò i corsi di giurisprudenza presso le Università di Bonn e di Colonia, dove conseguì il dottorato di ricerca. Nel 1951 si iscrisse al Partito Liberale Democratico che, dal 1972 al 1998, rappresentò come eletto alla Dieta federale. Dei liberaldemocratici fu presidente dal 1988 fino al 1993.
Dentro e fuori il suo partito fu sempre il rappresentante più autorevole dell'ala favorevole al libero mercato, così che gli venne assegnato il soprannome di der Marktgraf ("il conte del mercato", gioco di parole che alludeva alla sua nobiltà ed era ricavato sulla parola "Markgraf", letteralmente "conte della marca", margravio). Dal 1977 fino al settembre 1982, e di nuovo dall'ottobre 1982 al 1984, Lambsdorff svolse le funzioni di Ministro Federale dell'Economia nei governi della repubblica federale tedesca, che abbandonò definitivamente quando fu costretto a dimettersi a causa della vicenda Flick. Il 16 febbraio 1987 fu condannato dalla Corte di Stato di Bonn per evasione fiscale.
Nel 1999 Lambsdorff tornò alla ribalta del panorama politico nazionale quando venne nominato dall'allora cancelliere Gerhard Schröder quale inviato federale nei negoziati sul risarcimento delle vittime di lavoro forzato in Germania durante la seconda guerra mondiale, che portò alla costituzione della fondazione "Memoria, Responsabilità e Futuro".
In vita fu componente del comitato scientifico consultivo del "Centro contro le Espulsioni" e della giuria del "Premio Franz Werfel per i Diritti Umani".
Dal 1992 al 2001 è stato Presidente del gruppo europeo della Commissione Trilaterale.
Oggi riposa nel Cimitero Ovest di Stahnsdorf.

## Politica
Fino ai primi degli anni ottanta, i liberaldemocratici tedeschi, pur partecipando a coalizioni di diversa natura, avevano preferito l'accordo con il Partito Socialdemocratico e politiche economiche keynesiane. Con l'avvento nel partito di politici come Lambsdorff, molto orientati verso il libero mercato, questa preferenza d'alleanze cambiò, venendo suggellata dalle Tesi di Kiel del 1977; con esse veniva rigettata l'enfasi keynesiana sulla domanda dei consumatori e veniva proposta la riduzione della spesa sociale e la contemporanea introduzione di misure per lo stimolo alla produzione e, quindi, all'agevolazione delle assunzioni.
Secondo Lambsdorff e gli altri sostenitori delle Tesi, una politica siffatta avrebbe portato a una crescita economica, grazie alla quale si sarebbero risolti sia i problemi sociali che quelli finanziari, che in quel momento affliggevano il paese. Uno dei primi risultati dell'adozione delle tesi e del riposizionamento del partito, fu l'abbandono del governo di coalizione coi socialdemocratici e l'alleanza con i democristiani all'opposizione; per effetto di ciò il governo Schmidt cadde a causa di un voto di fiducia, per la prima e finora unica volta in Germania.

## Famiglia
Lambsdorff proveniva da un'antica famiglia aristocratica vestfaliana, che risiedette per secoli nei Paesi Baltici, diventando quindi strettamente connessa con la nobiltà russa e la Russia Imperiale. Lo stesso padre di Lambsdorff servì come cadetto a Pietroburgo e un altro suo parente, Vladimir Lambsdorff, fu ministro degli esteri nel governo zarista.
Nel 1953 Lambsdorff sposò Renate Lepper, dalla quale ebbe tre figli (due femmine e un maschio). Dal 1995 alla sua scomparsa fu sposato con Alexandra von Quistorp. Un suo nipote, Alexander Graf Lambsdorff, è parlamentare europeo dei liberaldemocratici fin dal 2004.